# Шарипово (Учалинский район)
Шари́пово (баш. Шәрип) — деревня в Учалинском районе Башкортостана России, относится к Тунгатаровскому сельсовету. 

## Население
| 2002 | 2009 | 2010 |
| ---- | ---- | ---- |
| 51   | ↘44  | ↘30  |

Национальный состав
Согласно переписи 2002 года, преобладающая национальность — башкиры (100 %).

## Географическое положение
Расстояние до:
- районного центра (Учалы): 72 км,
- ближайшей железнодорожной станции (Курамино): 24 км.

## Известные люди
- Зайнулла Расулев — башкирский[5] религиозный деятель.
- Расулев, Гайса Фаткуллович (1866—1921) — башкирский религиозный и общественный деятель, ахун.
- Расулев, Талха Гайсович — деятель Башкирского национального движения. Председатель управы Тамьян-Катайского кантона Башкурдистана, нарком продовольствия Башкирской АССР.